# Freestyle-Skiing-Weltmeisterschaften 2011
Die 14. Freestyle-Skiing-Weltmeisterschaft fanden vom 2. bis 5. Februar 2011 im Deer Valley Resort im US-amerikanischen Bundesstaat Utah statt. Auf dem Programm standen Wettbewerbe in den Disziplinen Aerials (Springen), Moguls und Dual Moguls (Buckelpiste), Halfpipe, Skicross und erstmals Slopestyle. Die Halfpipe- und Slopestyle-Wettbewerbe wurden im benachbarten Park City ausgetragen.

## Männer

### Moguls
Beim Buckelpistenlauf traten 34 Läufer aus 16 Ländern an. Von ihnen erreichten 16 die Finalrunde.
| Platz | Land       | Sportler                  |
| ----- | ---------- | ------------------------- |
| 1     | Frankreich | Guilbaut Colas            |
| 2     | Kanada     | Alexandre Bilodeau        |
| 3     | Kanada     | Mikaël Kingsbury          |
| 4     | USA        | Jeremy Cota               |
| 5     | Russland   | Alexander Smyschljajew    |
| 6     | USA        | Patrick Deneen            |
| 7     | Kanada     | Cédric Rochon             |
| 8     | Finnland   | Ville Miettunen           |
| 9     | USA        | David Digravio            |
| 10    | Kanada     | Pierre-Alexandre Rousseau |

| Datum: 2. Februar 2011 |
| Pablo Lafranchi (26.)  |

### Slopestyle
43 Sportler aus 16 Ländern nahmen an der Qualifikationsrunde teil. 10 von ihnen erreichten das Finale.
| Platz | Land                   | Sportler          |
| ----- | ---------------------- | ----------------- |
| 1     | USA                    | Alex Schlopy      |
| 2     | USA                    | Sam Carlson       |
| 3     | Australien             | Russell Henshaw   |
| 4     | Norwegen               | Thomas Dølplads   |
| 5     | Schweden               | Jacob Wester      |
| 6     | USA                    | John Strenio      |
| 7     | Norwegen               | Aleksander Aurdal |
| 8     | Vereinigtes Königreich | James Woods       |
| 9     | Schweiz                | Jonas Hunziker    |
| 10    | USA                    | Gus Kenworthy     |

| Qualifikation: 2. Februar 2011 |
| Finale: 3. Februar 2011        |
| Elias Ambühl (12.)             |
| Roy Kittler (19.)              |
| Sebastian Geiger (25.)         |
| Florian Geyer (33.)            |
| Fabio Studer (34.)             |
| Bendikt Mayr (41.)             |

### Skicross
45 Teilnehmer aus 20 Ländern nahmen am Skicross teil. 32 von ihnen erreichten die direkten Vergleichsläufe, in denen im Achtel-, Viertel- und Halbfinale jeweils die beiden Besten weiterkamen. Die letzten 4 kämpften im Finale um Medaillen.
| Platz | Land       | Sportler              |
| ----- | ---------- | --------------------- |
| 1     | Kanada     | Christopher Del Bosco |
| 2     | Finnland   | Jouni Pellinen        |
| 3     | Österreich | Andreas Matt          |
| 4     | Tschechien | Tomáš Kraus           |
| 5     | USA        | John Teller           |
| 6     | Schweiz    | Conradign Netzer      |
| 7     | Kanada     | Davey Barr            |
| 8     | Kanada     | Nick Zoricic          |

| Armin Niederer (9.)    |
| Patrick Gasser (10.)   |
| Daniel Bohnacker (18.) |
| Paul Eckert (20.)      |
| Simon Stickl (21.)     |

| Thomas Zangerl (22.)        |
| Thomas Fischer (24.)        |
| Alex Fiva (25.)             |
| Christoph Wahrstötter (27.) |
| Klaus Waldner (32.)         |

### Aerials
Zwölf Sportler der insgesamt 29 Starter aus 10 Ländern erreichten die Teilnahme am Finale.
| Platz | Land    | Sportler             |
| ----- | ------- | -------------------- |
| 1     | Kanada  | Warren Shouldice     |
| 2     | China   | Qi Guangpu           |
| 3     | Belarus | Anton Kuschnir       |
| 4     | Schweiz | Renato Ulrich        |
| 5     | Belarus | Dsjanis Ossipou      |
| 6     | Kanada  | Travis Gerrits       |
| 7     | Ukraine | Oleksandr Abramenko  |
| 8     | Schweiz | Christian Hächler    |
| 9     | Ukraine | Stanislaw Krawtschuk |
| 10    | Ukraine | Enwer Ablajew        |

| Qualifikation: 3. Februar 2011 |
| Finale: 4. Februar 2011        |
| Andreas Isoz (17.)             |
| Thomas Lambert (22.)           |

### Halfpipe
An der Qualifikation nahmen 29 Sportler aus 13 Ländern teil. 12 von ihnen erreichten das Finale.
| Platz | Land       | Sportler        |
| ----- | ---------- | --------------- |
| 1     | Kanada     | Michael Riddle  |
| 2     | Frankreich | Kévin Rolland   |
| 3     | USA        | Simon Dumont    |
| 4     | USA        | David Wise      |
| 5     | Neuseeland | Byron Wells     |
| 6     | Frankreich | Xavier Bertoni  |
| 7     | USA        | Tucker Perkins  |
| 8     | Frankreich | Benoît Valentin |
| 9     | Neuseeland | Josiah Wells    |
| 10    | Schweiz    | Nils Lauper     |

| Qualifikation: 4. Februar 2011 |
| Finale: 5. Februar 2011        |
| Kai Mahler (16.)               |
| Marc Christen (25.)            |

### Dual Moguls
An den Buckelpistenkonkurrenzläufen nahmen 34 Starter aus 17 Ländern teil. Von ihnen erreichten 16 die Finalrunde. In direkten Vergleichen schieden die nach zwei Läufen Schlechteren jeweils aus. Die Verlierer der Halbfinalläufe traten in einem Consolation Run um die Bronzemedaille an, die Gewinner um die Goldmedaille.
| Platz | Land       | Sportler           |
| ----- | ---------- | ------------------ |
| 1     | Kanada     | Alexandre Bilodeau |
| 2     | Kanada     | Mikaël Kingsbury   |
| 3     | Japan      | Nobuyuki Nishi     |
| 4     | Frankreich | Guilbaut Colas     |
| 5     | USA        | Patrick Deneen     |
| 6     | Russland   | Sergei Wolkow      |
| 7     | Finnland   | Arttu Kiramo       |
| 8     | Finnland   | Ville Miettunen    |

| Datum: 5. Februar 2011 |
| Pablo Lafranchi (25.)  |

## Frauen

### Moguls
Am Wettbewerb nahmen 27 Sportler aus 14 Ländern teil. 16 von ihnen erreichten das Finale.
| Platz | Land       | Sportlerin            |
| ----- | ---------- | --------------------- |
| 1     | Kanada     | Jennifer Heil         |
| 2     | USA        | Hannah Kearney        |
| 3     | Kanada     | Kristi Richards       |
| 4     | Russland   | Jekaterina Stoljarowa |
| 5     | USA        | Eliza Outtrim         |
| 6     | USA        | Heather McPhie        |
| 7     | Russland   | Regina Rachimowa      |
| 8     | Tschechien | Nikola Sudová         |
| 9     | Russland   | Marika Pertachija     |
| 10    | Kanada     | Audrey Robichaud      |

| Datum: 2. Februar 2011 |
| Marina Kaffka (14.)    |
| Samanta Gobbi (21.)    |

### Slopestyle
Am Slopestyle-Wettbewerb nahmen 19 Skifahrer aus 9 Ländern teil. Von ihnen erreichten zehn das Finale.
| Platz | Land       | Sportlerin                  |
| ----- | ---------- | --------------------------- |
| 1     | Australien | Anna Segal                  |
| 2     | Kanada     | Kaya Turski                 |
| 3     | USA        | Keri Herman                 |
| 4     | Kanada     | Kim Lamarre                 |
| 5     | USA        | Devin Logan                 |
| 6     | USA        | Ashley Battersby            |
| 7     | Norwegen   | Grete Eliassen              |
| 8     | Norwegen   | Tiril Sjaastad Christiansen |
| 9     | USA        | Megan Olenick               |
| 10    | Kanada     | Jessica Warll               |

| Qualifikation: 2. Februar 2011 |
| Finale: 3. Februar 2011        |
| Caja Schöpf (15.)              |
| Lena Stoffel (16.)             |

### Skicross
23 Sportler aus 13 Ländern nahmen am Wettbewerb teil. 16 erreichten das Viertelfinale. In Gruppen von vier Startern erreichten die jeweils beiden Besten die nächste Runde. Die letzten Vier kämpften um die Medaillen.
| Platz | Land        | Sportlerin         |
| ----- | ----------- | ------------------ |
| 1     | Kanada      | Kelsey Serwa       |
| 2     | Kanada      | Julia Murray       |
| 3     | Schweden    | Anna Holmlund      |
| 4     | Österreich  | Katrin Ofner       |
| 5     | Australien  | Jenny Owens        |
| 6     | Polen       | Karolina Riemen    |
| 7     | Deutschland | Heidi Zacher       |
| 8     | Norwegen    | Marte Høie Gjefsen |

| Qualifikation: 3. Februar 2011 |
| Finale: 4. Februar 2011        |
| Anna Wörner (9.)               |
| Fanny Smith (10.)              |
| Katrin Müller (14.)            |
| Andrea Limbacher (23.)         |

### Aerials
15 Starterinnen aus 8 Ländern nahmen an diesem Wettbewerb teil. 12 erreichten die Finalrunde.
| Platz | Land    | Sportlerin      |
| ----- | ------- | --------------- |
| 1     | China   | Cheng Shuang    |
| 2     | China   | Xu Mengtao      |
| 3     | Ukraine | Olha Wolkowa    |
| 4     | USA     | Ashley Caldwell |
| 5     | China   | Kong Fanyu      |
| 6     | China   | Zhao Shanshan   |
| 7     | USA     | Emily Cook      |
| 8     | Ukraine | Olha Poljuk     |
| 9     | Belarus | Hanna Huskowa   |
| 10    | Kanada  | Crystal Lee     |

| Qualifikation: 3. Februar 2011 |
| Finale: 4. Februar 2011        |
| Tanja Schärer (12.)            |

### Halfpipe
19 Teilnehmerinnen aus 11 Ländern nahmen an der Qualifikation teil. Von ihnen erreichten 12 das Finale.
| Platz | Land    | Sportlerin          |
| ----- | ------- | ------------------- |
| 1     | Kanada  | Rosalind Groenewoud |
| 2     | USA     | Jennifer Hudak      |
| 3     | Kanada  | Keltie Hansen       |
| 4     | Kanada  | Sarah Burke         |
| 5     | USA     | Devin Logan         |
| 6     | USA     | Brita Sigourney     |
| 7     | Schweiz | Mirjam Jäger        |
| 8     | Belgien | Katrien Aerts       |
| 9     | Japan   | Emi Matsuura        |
| 10    | Japan   | Manami Mitsuboshi   |

| Qualifikation: 4. Februar 2011 |
| Finale: 5. Februar 2011        |
| Daniela Bauer (16.)            |

### Dual Moguls
An den Buckelpistenkonkurrenzläufen nahmen 26 Starterinnen aus 13 Ländern teil. Von ihnen erreichten 16 die Finalrunde. In direkten Vergleichen schieden die nach zwei Läufen Schlechteren jeweils aus. Die Verlierer der Halbfinalläufe traten um die Bronzemedaille an, die Gewinner um die Goldmedaille.
| Platz | Land       | Sportlerin            |
| ----- | ---------- | --------------------- |
| 1     | Kanada     | Jennifer Heil         |
| 2     | Kanada     | Chloé Dufour-Lapointe |
| 3     | USA        | Hannah Kearney        |
| 4     | USA        | Heather McPhie        |
| 5     | Kanada     | Audrey Robichaud      |
| 6     | Kanada     | Kristi Richards       |
| 7     | Tschechien | Nikola Sudová         |
| 8     | Russland   | Jekaterina Stoljarowa |

| Datum: 5. Februar 2011 |
| Marina Kaffka (18.)    |
| Samanta Gobbi (23.)    |

## Medaillenspiegel
| Platz  | Land       |    |    |    |    |
| ------ | ---------- | -- | -- | -- | -- |
| 1      | Kanada     | 8  | 5  | 3  | 16 |
| 2      | USA        | 1  | 3  | 3  | 7  |
| 3      | China      | 1  | 2  | –  | 3  |
| 4      | Frankreich | 1  | 1  | –  | 2  |
| 5      | Australien | 1  | –  | 1  | 2  |
| 6      | Finnland   | –  | 1  | –  | 1  |
| 7      | Japan      | –  | –  | 1  | 1  |
| 7      | Österreich | –  | –  | 1  | 1  |
| 7      | Schweden   | –  | –  | 1  | 1  |
| 7      | Ukraine    | –  | –  | 1  | 1  |
| 7      | Belarus    | –  | –  | 1  | 1  |
| Gesamt | Gesamt     | 12 | 12 | 12 | 36 |